# Joseph Dupont-Minoret
Pour les articles homonymes, voir Dupont ou Dupond.
Cet article possède un paronyme, voir Joseph Dupont.
Joseph Dupont-Minoret est un homme politique français né le 30 mars 1774 à Poitiers et décédé le 3 septembre 1833 à Paris.
Fils d'un notable de 1788, il fonde une banque à Poitiers et devient président du tribunal de commerce. Conseiller général, il est député de la Vienne de 1830 à 1833, soutenant la Monarchie de Juillet. Il est le père de Charles Dupont, député de la Vienne sous le Second Empire.
Il est enterré au cimetière du Père-Lachaise (49e division).

## Sources
- « Joseph Dupont-Minoret », dans Adolphe Robert et Gaston Cougny, Dictionnaire des parlementaires français, Edgar Bourloton, 1889-1891 [détail de l’édition]